# Коста Чукаров
Коста Трайков Чукаров (Чукарски, Чукарчето) е български революционер, деец на Вътрешната македоно-одринска революционна организация.

## Биография
Коста Чукаров е роден в 1882 година в малешевското село Русиново, тогава в Османската империя, днес в Северна Македония. Влиза във ВМОРО, през 1907 година е четник при Герасим Огнянов.
През Балканската война е доброволец в Македоно-одринското опълчение, в четата на Дончо Златков.
През Първата световна война е в редиците на 7-а рота на Шестдесет и четвърти пехотен полк. Изчезва безследно по време на кървавото сражение при Криволак на 21 октомври 1915 година.